# Angels Fall First

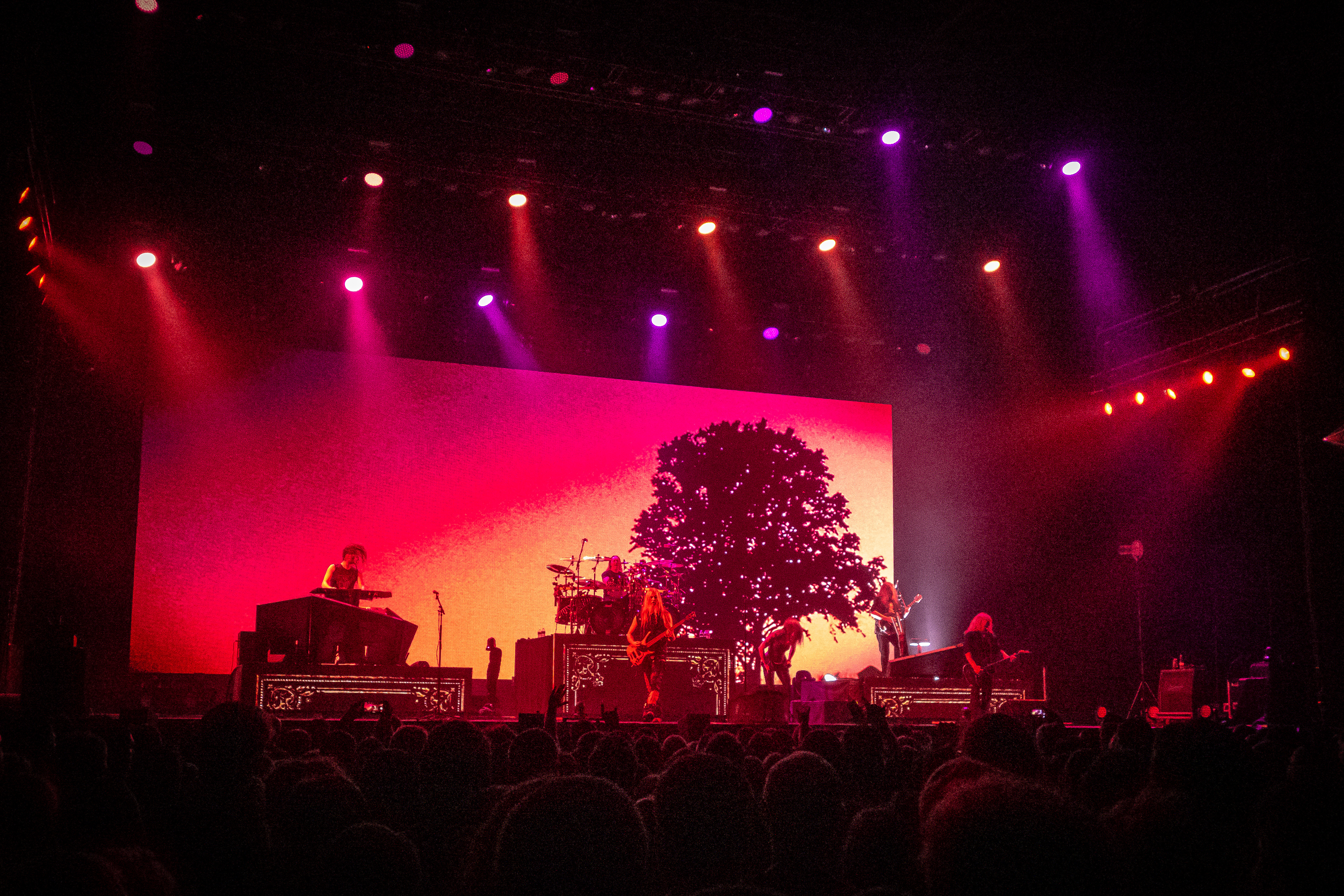
Nightwish in Concert in Genf (2018)

Angels Fall First ist das Debütalbum der finnischen Metal-Band Nightwish. Es erschien im Jahr 1997 und unterscheidet sich von den anderen Alben vor allem durch den häufigen Einsatz von Akustik- statt E-Gitarre.

## Entstehung
Dem Album vorangegangen war eine 1996 in Eigenregie von Tuomas Holopainen, Tarja Turunen und Emppu Vuorinen aufgenommene unbetitelte Demo. Die Musik darauf hatte noch nicht allzu viel mit dem späteren Stil zu tun, da sich die Instrumentierung neben dem Gesang auf Keyboard, Piano und Akustikgitarre beschränkte. Im Frühjahr 1997 stieß Schlagzeuger Jukka Nevalainen zur Band, außerdem stieg Emppu Vuorinen nun auf elektrische Gitarre um. Als Gastmusiker an der Flöte wirkte zudem Esa Lehtinen mit.
Erneut in eigener Verantwortung nahm die Band im April 1997 im Huvikeskus Studio in Kitee, dem Heimatort der Musiker, mit Toningenieur Tero Kinnunen sieben neue Lieder auf. Dieses Material führte zum Vertragsabschluss mit dem Label Spinefarm im Folgemonat. Für das Debütalbum, nach einem der Songs „Angels Fall First“ genannt, wurden noch zusätzlich im August unter gleichen Umständen vier neue Lieder aufgenommen. Zusätzlich fand Mastering der Lieder durch Mika Jussila in den Finnvox-Studios in Helsinki statt.
Vorab wurde im Herbst 1997 die Split-Single „The Carpenter“ (mit Liedern von Children of Bodom und Thy Serpent) veröffentlicht. Das Album erschien im November über Spinefarm und bescherte der Band einen Überraschungserfolg, als es auf Platz 31 der finnischen Albumcharts debütierte. Damit wurde aus dem Studioprojekt eine Band, die am 31. Dezember des Jahres in Kitee ihr erstes Konzert absolvierte.
Neben der normalen Ausgabe erschien eine auf 500 Kopien begrenzte „Limited Edition“. Sie enthält die sieben Titel der ursprünglichen Aufnahmesession im April und hat ein anderes Cover. 2001 erfolgte eine Wiederveröffentlichung des Albums als Bestandteil der 4CD-Box „Nightwish 1997 – 2001“. Weitere Neuauflagen erfolgten zum Teil mit verschiedenen Bonustracks. 2007 veröffentlichte Spinefarm eine Fassung, die neben dem Lied „A Return to the Sea“ auch die drei Stücke der Demo enthielt.

## Cover
Das Albencover ist eine von Garry Black angefertigte Fotografie. Sie zeigt den Vollmond am rötlichen Abendhimmel und den Schattenriss eines Baumes auf einer Landschaft. Bis heute ist es das einzige Cover der Band, das ausschließlich aus einem Foto besteht. Das im Inneren zu findende Bandfoto wurde von Toni Härkönen aufgenommen.

## Titelliste
| Normale Version 1. Elvenpath – 4:40 2. Beauty and the Beast – 6:24 3. The Carpenter – 5:57 4. Astral Romance – 5:12 5. Angels Fall First – 5:34 6. Tutankhamen – 5:31 7. Nymphomaniac Fantasia – 4:47 8. Know Why the Nightingale Sings – 4:14 9. Lappi 1. Erämaajärvi – 2:15 2. Witchdrums – 1:18 3. This Moment is Eternity – 3:12 4. Etiäinen – 2:36 Spielzeit: 51 min 45 s | Limitierte Version 1. Astral Romance – 5:12 2. Angels Fall First – 5:34 3. The Carpenter – 5:57 4. Nymphomaniac Fantasia – 4:47 5. Once Upon a Troubadour – 5:21 6. A Return to the Sea – 5:46 7. Lappi 1. Erämaajärvi – 2:15 2. Witchdrums – 1:18 3. This Moment is Eternity – 3:12 4. Etiäinen – 2:36 Spielzeit: 41 min 58 s |

### The Carpenter
„The Carpenter“ erschien als Split-Single zusammen mit „Red Light In My Eyes, Part II“ von Children of Bodom und „Only Dust Moves…“ von Thy Serpent und erreichte Platz 8 der finnischen Single-Charts.
1. The Carpenter – 5:59
2. Red Light in My Eyes, Part II – 3:55
3. Only Dust Moves… – 7:10

Spielzeit: 17 min 4 s

## Bedeutungen einzelner Lieder
- Elvenpath ist von J. R. R. Tolkiens Roman Der Herr der Ringe und von anderen Märchen und Sagen inspiriert und enthält auch Tonmaterial des Herr-der-Ringe-Films von 1978.
- Beauty and the Beast verweist auf das durch zahlreiche Verfilmungen bekannt gewordene Märchen Die Schöne und das Biest.
- The Carpenter thematisiert Jesus Christus und spielt auf seine Herkunft als Sohn des Zimmerers (engl.: carpenter) Josef von Nazareth an.
- Tutankhamen handelt vom ägyptischen Pharao Tutenchamun.
- Lappi ist eine vierteilige Suite, die sich auf die Natur und Volksmusik Lapplands (finn.: Lappi) bezieht. Hier ist auch mit dem vierten Teil Etiäinen das einzige Lied der ursprünglichen 1996er-Demo auf dem Album zu finden. Außerdem war es bis 2004 das einzige Werk der Band, auf dem finnische Texte zu finden sind.